# 배종우
배종우(裴鍾佑, 1956년 1월 26일 ~ 2011년 9월 11일)는 대한민국의 전 축구 선수이자 축구 감독이다. 선수와 지도자 시절을 대전 한국수력원자력 축구단에서 보내며 원클럽맨으로 활약하였고, 끈끈한 조직력을 바탕으로 팀을 내셔널리그의 강호로 성장시켰다고 평가되었다.

## 선수 경력
경상남도 함양군 함양읍 운림리 출신으로 함양초등학교, 함양중학교, 진주고등학교에서 활약했으며, 1975년 한국전력 축구단에 입단하였다. 이후 그 해 열린 1976년 아시아 청소년 축구 선수권 대회 선수 선발 대회에 '실업 선발팀'의 일원으로 출전해 '고교 홍군팀'을 상대로 좋은 모습을 선보였으나 최종적으로 선발되지 못했으며, 1977년 전국축구선수권대회 당시 경희대학교를 상대로 득점을 기록했으나 팀은 결승 진출에 실패하였다. 그 뒤 1982년 전국축구선수권대회에서는 성무 축구단을 상대로 2득점을 올린 뒤 서울신탁은행 축구단과의 경기에서 결승골을 성공시키는 등 팀의 결승 진출에 크게 기여했으나, 서울시청 축구단과의 결승전에서는 부상으로 경기에 나서지 못했고 팀은 우승에 실패하였다. 그리고 같은 해 대통령배 전국축구대회에서는 총 5골을 넣어 득점왕에 올랐으며, 1984년 선수 은퇴를 선언하였다.

## 지도자 경력
은퇴 이후 한국전력 축구단에서 트레이너 및 주무, 코치로 활동했으며, 한국전력공사에서 한국수력원자력이 분사해 팀이 대전 한국수력원자력 축구단으로 개편된 이후인 2002년 팀의 감독으로 임명되었다. 이후 2006년 배종우가 구단 측에 건의한 연봉 책정 시스템의 변경 및 선수단 정원 증대 방안이 받아들여져 팀의 전력을 강화시키는 데 공헌했으며, 2008년 팀의 내셔널축구선수권대회 우승을 견인하며 팀의 개편 이후 첫 우승컵을 들어올렸다. 그 뒤 2010년 팀의 사상 첫 내셔널리그 전기 리그 우승을 이끌었으나, 후기 리그 개막 이후 건강 악화로 인해 장기간 입원을 하게 되어 수석 코치인 어용국이 팀의 감독을 대행하였다. 또한 수원시청 축구단과의 내셔널리그 챔피언십 1차전에서도 건강 문제로 경기에 참여하지 못했으며 팀은 0-2로 패했고, 2차전에서는 경기에 참가해 팀의 1-0 승리를 지휘했으나 1, 2차전 합산 결과 1-2로 정규 리그 준우승을 기록하였다. 그리고 2011년 시즌을 앞두고 영입된 고기구를 주축으로 팀을 재구축했으며, 그 해 5월경까지 팀의 감독 역할을 수행하며 경기에 나섰다. 하지만 4월 2일 벌어진 천안시청 축구단과의 경기 도중 주심의 판정에 지나치게 항의하는 모습을 보여 비판을 받기도 했다.

## 사망
2011년 9월 11일 신장암으로 세상을 떠났으며, 이후 대전 한국수력원자력 축구단 선수들은 9월 16일 있었던 용인시청 축구단과의 내셔널리그 경기에서 검은 완장을 차고 나오며 조의를 표했다.
이후 2011년 내셔널리그 시상식에서 특별 공로패가 수여되었다.

## 기타
한국전력 축구단에서 활약하던 시절 서울산업대학 교육학과에 진학해 학업 활동을 병행하였다.
1980년 한국전력공사에서 시행한 '축구 꿈나무 육성을 위한 유소년 축구지원사업'에 모교인 함양초등학교를 추천하였고, 이것이 받아들여져 함양초등학교가 지원대상 학교로 선정되었다.

## 선수 및 지도자 기록

### 선수
- 1975년 ~ 1984년: 한국전력 축구단

### 지도자
- 2002년 ~ 2011년: 대전 한국수력원자력 축구단

## 수상 경력

### 선수
- 전국축구선수권대회
  - 준우승 1회: 1982년

### 감독
- 내셔널리그
  - 준우승 1회: 2010년
- 내셔널축구선수권대회
  - 우승 1회: 2008년
  - 준우승 1회: 2009년
- 전국체육대회
  - 준우승 1회: 2009년

### 개인
- 1982년 대통령배 전국축구대회 득점왕 (5골)